# Kolîma (fluviu)
Kolîma (rusă Колыма) este un fluviu cu lungimea de 2.129 km, care se varsă în regiunea Câmpiei Siberiei orientale în Marea Siberiană Orientală, o mare periferică din Oceanul Arctic.

## Curs
Debitul mediu pe cursul lui inferior este între 202 m³/s (în ianuarie) și 20.948 m³/s (în iunie), suprafața bazinului de colectare fiind de  526.000 km². Fluviul izvorăște în sud din munții Cerski. La început are două ramuri care se unesc la marginea de sud a platoului Oimiakon. Direcția cursului râului Kolîma este de la sud spre nord.
Pe cursul Kolîmei, în timpul gulagului s-au construit baraje, ca cel de la Debin. De la podul al doilea traversat de șoseaua Magadan - Ust-Nera, fluviul este navigabil. După ce traversează munții, unde își are izvorul, fluviul ajunge în munții auriferi Kolîma, străbate platoul Iukaghir, după care ajunge în ținutul mlăștinos al Campiei Siberiei de Est unde se va vărsa printr-o deltă largă, cu lățimea de 100–150 km în Marea Siberiană Orientală. Hidrocentralele de pe Kolîma produc anual  3325 milioane kw.

## Afluenți
- Afluenți pe dreapta: Omolon,  Bahapcea, Buiunda, Balâgâcean, Sugoi, Korkodon, Beriozovka și Aniui
- Afluenți pe stânga: Popovka, Iasacinaia, Oșoghina și Sededema

## Vegetație
Pe cursul lui superior domină pădurile de conifere, caracteristice emisferei boreale, iar în sud, spre țărm, apare vegetația de tundră, caracteristică climei polare.